# Campi Flegrei del Mar di Sicilia
Campi Flegrei del Mar di Sicilia (česky Flegrejská pole Sicilského moře) jsou skupinou podmořských vulkánů, nacházející se v Sicilské úžině mezi Sicílií a Tuniskem. Sopky vystupují z hloubky kolem 1000 metrů až do 8 metrů pod hladinu moře. Zmínky o jejich erupcích pochází už z období první punské války (253 př. n. l.), další jsou z období 17. až 20. století. Některé erupce vytvořily i ostrůvky (v roce 1831 se nad mořskou hladinou objevil ostrov Ferdinandea), které se však později opět ponořily (ať už vlivem erozní činnosti nebo tektonických pohybů).
Poslední zaznamenaná erupce pocházela z kráteru Pinne v roce 1867.

## Krátery
- Ferdinandea
- Madrepore
- mělčiny
  - Graham
  - Nerita
  - Pantelleria
  - Pinne
  - Smyt
  - Talbot
  - Terribile